# Ethion
Ethion ist eine chemische Verbindung aus der Gruppe der Thiophosphorsäureester.

## Gewinnung und Darstellung
Ethion kann durch Reaktion von Dibrommethan mit dem Natriumsalz von O,O-Diethyldithiophosphorsäure oder durch Kondensation von O,O-Diethyldithiophosphorsäure mit Formaldehyd gewonnen werden.

## Eigenschaften
Ethion ist eine in reiner Form farblose bis braune geruchlose Flüssigkeit. Das technische Produkt hat einen starken Geruch. Die Verbindung ist bei Normalbedingungen und in geschlossenen Gefäßen stabil, oxidiert langsam an Luft und hydrolysiert unter sauren und basischen Bedingungen.

## Verwendung
Ethion wird als Insektizid eingesetzt und wurde zuerst von der FMC Corporation auf den Markt gebracht. Es wirkt als Cholinesterasehemmer.

## Zulassung
Ethion wurde in den 1950er-Jahren in den USA für den Einsatz bei Citrusfrüchten zugelassen. 1998 wurde der Einsatz dort Einschränkungen unterzogen.
In den EU-Staaten wie Deutschland und Österreich sowie in der Schweiz sind keine Pflanzenschutzmittel zugelassen, die Ethion als Wirkstoff enthalten.
Das Europäische Arzneibuch legt als Grenzwert für Ethion-Rückstände in pflanzlichen Drogen 2 mg·kg−1 fest.

## Handelsnamen
Ethion wurde unter anderem unter den Handelsnamen Ethanox, Ethiol, Hylemox, Nialate, Rhodiacide, Rhodocide, RP-Thion, Tafethion, Vegfru Fosmite vertrieben.